# 刺楸
刺楸（学名：Kalopanax septemlobus）是五加科刺楸属的植物，为该属的唯一种。

## 形态
落叶乔木，有刺。掌状叶片5～7裂；夏季开白色或淡黄绿色小花，由伞形花序合成圆锥花序；蓝黑色球形核果。

## 分布
分布于俄罗斯、朝鲜、日本以及中国大陆的广西、广东、东北、云南、四川等地，生长于海拔100米至2,500米的地区，多生长于林缘、腐植质较多的密林、向阳山坡、灌木林中、阳性森林、水湿丰富以及岩质山地，目前尚未由人工引种栽培。

## 别名
鼓钉刺（浙江土名）、刺枫树（江西土名）、刺桐（湖南土名）、云楸（河北土名）、茨楸、棘楸（吉林土名）、辣枫树（广东土名）

## 异名
- Kalopanax septemlobus (Thunb.) Koidz. var. magnificus (Zabel) Hand.-Mazz.
- Kalopanax septemlobus (Thunb.) Koidz. var. maximowiczii (V. Houtt.) Hand.-Mazz.
- Kalopanax septemlobus (Thunb.) Koidz. var. pilosus Q. Z. Yu

## 外部連結
- 刺楸 Ciqiu （页面存档备份，存于） 藥用植物圖像數據庫 (香港浸會大學中醫藥學院) （繁體中文）（英文）